# Steenodde

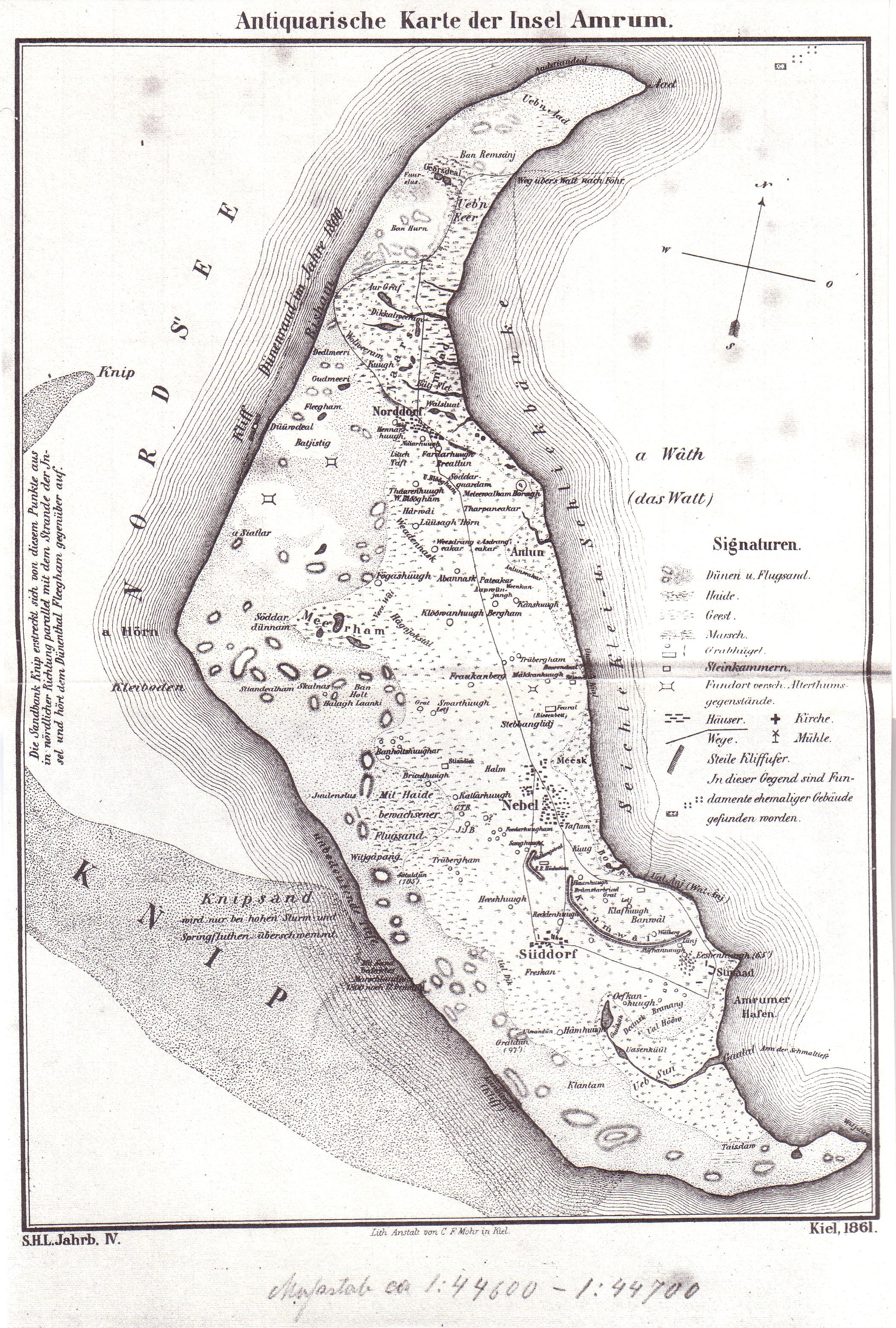
Stinaad auf der Karte von 1861

Steenodde (friesisch Stianood, dänisch Stenodde; deutsch „Steinspitze“) ist ein Ortsteil der Gemeinde Nebel auf der Nordseeinsel Amrum, der seinen Namen von der gleichnamigen Odde erhielt.

## Geographie
Steenodde liegt an der Ostküste der Insel, rund 1,5 Kilometer östlich von Süddorf, zwei Kilometer südöstlich von Nebel und zwei Kilometer nordwestlich von Wittdün. Der Ort erstreckt sich von der Küste bis auf die rund zehn Meter hohe Geest und hat etwa 70 Einwohner.
Zum Stichtag der Volkszählung am 25. Mai 1987 wurden in der Häusergruppe Steenodde nur 8 Einwohner in drei Haushalten nachgewiesen.
Südwestlich liegt das Guskölk, ein Mischwald mit Dünen- und Moorgebieten.

## Geschichte

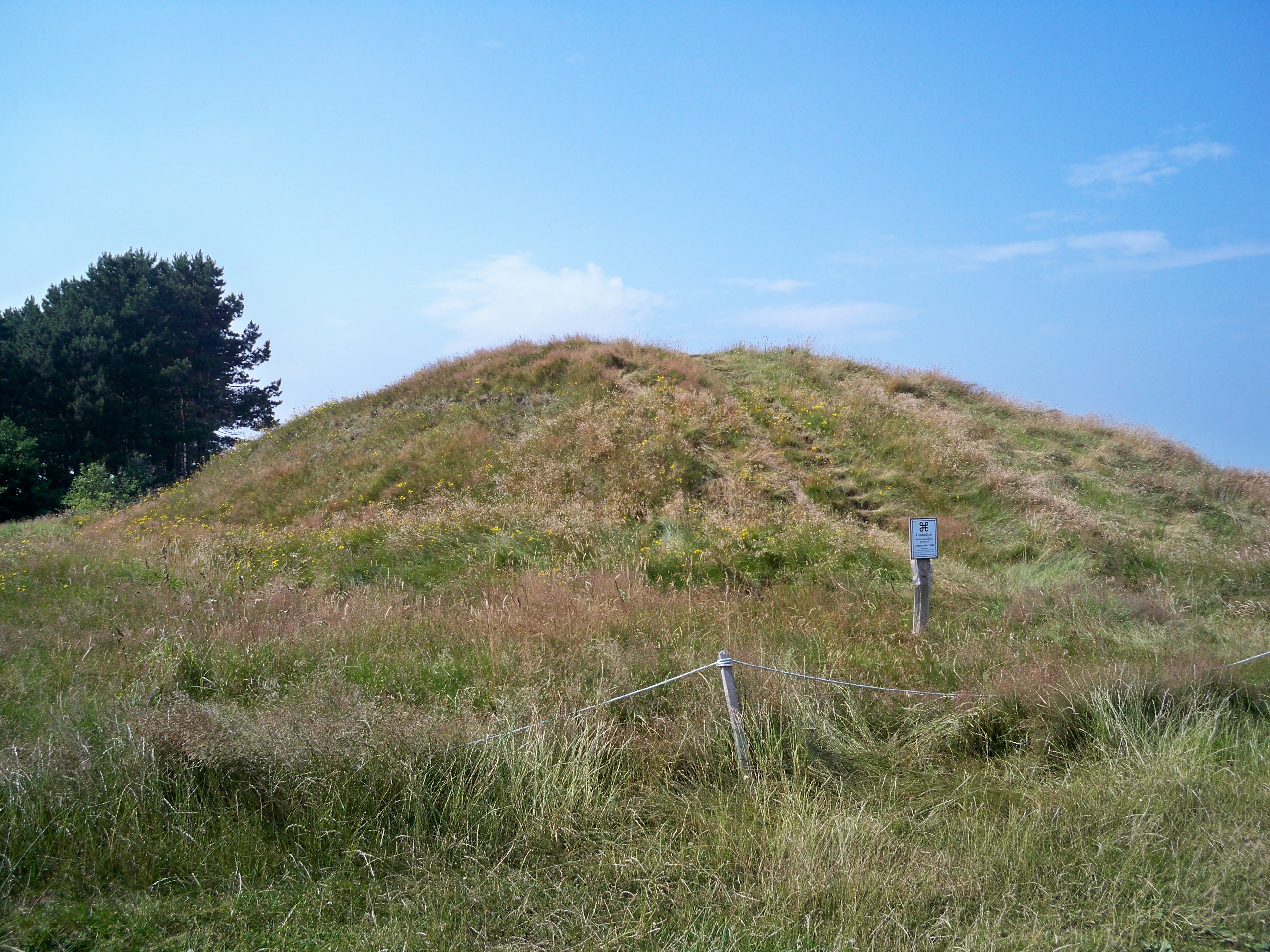
Esenhugh
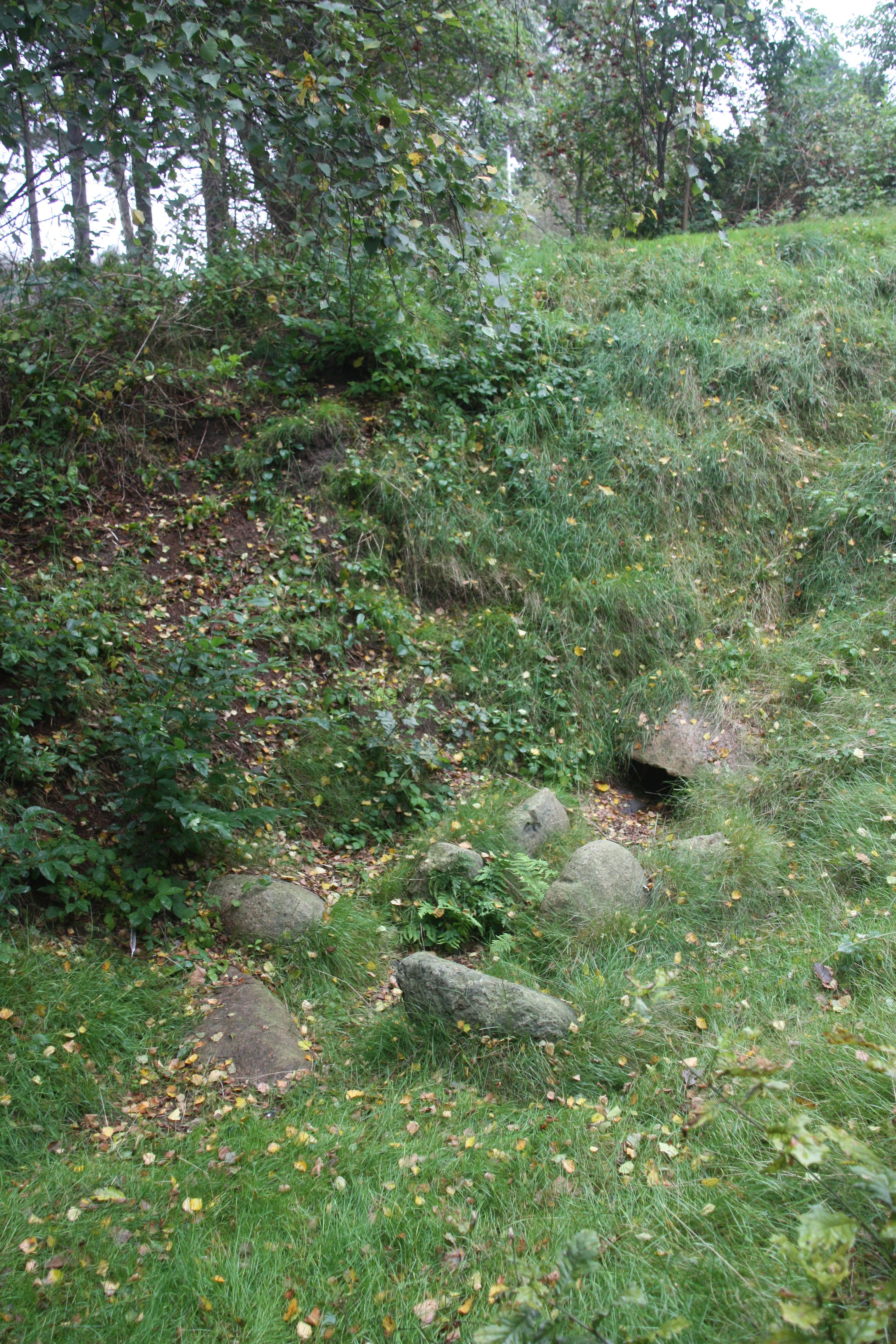
Dolmen Steenodde
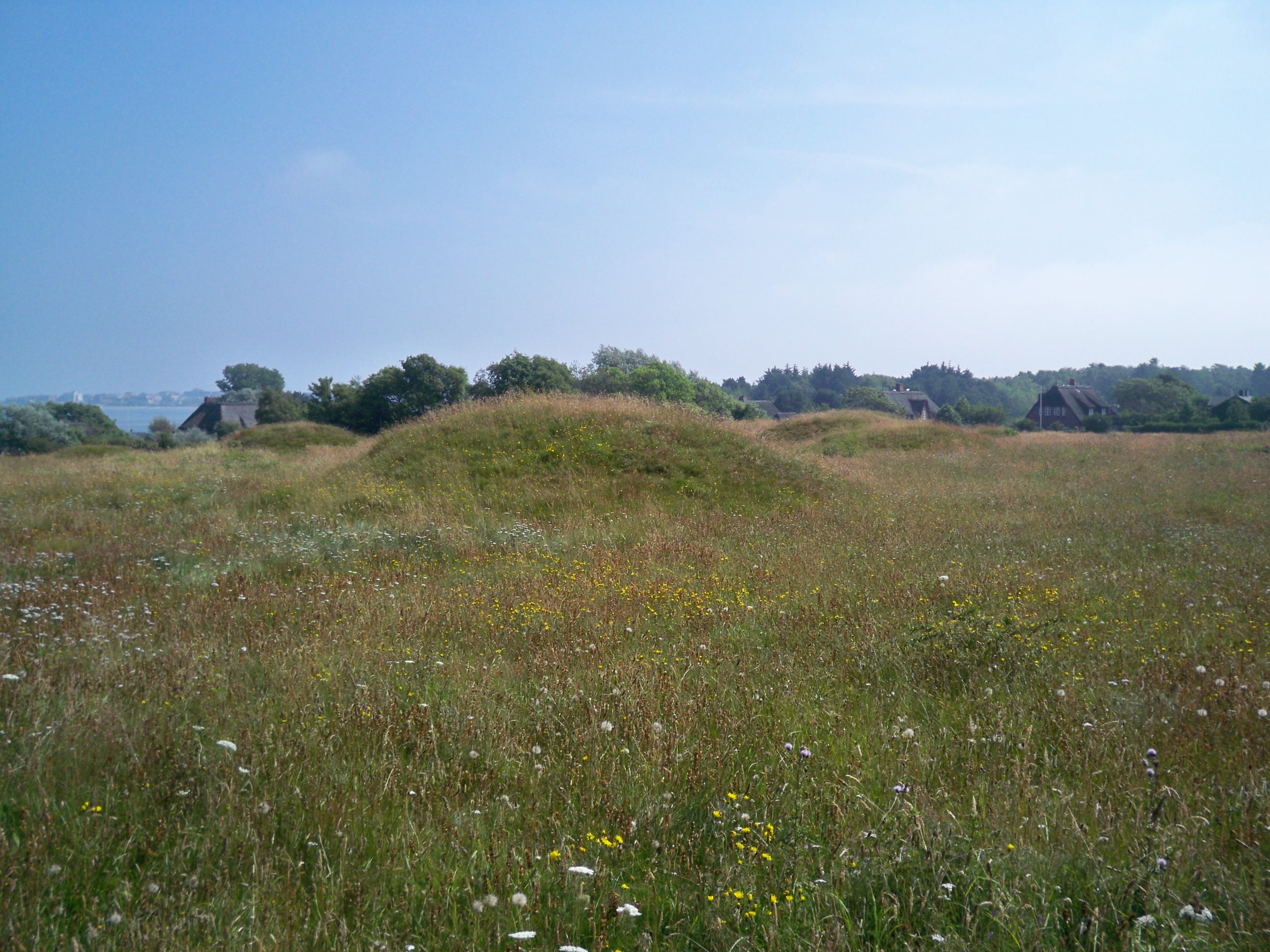
Gräberfeld aus der Wikingerzeit

Steenodde war bereits in prä- und frühhistorischen Zeiten besiedelt. Davon zeugen der Dolmen Steenodde und der 4,7 Meter hohe Esenhugh, der größte bronzezeitliche Grabhügel auf Amrum. Nahe dem Esenhugh liegt ein wikingerzeitliches Gräberfeld mit zahlreichen Kuppen. Aus der Eisen- bzw. Wikingerzeit stammt der 1,8 Kilometer lange Krümwal, ein Erdwall, der von Westen her auf Steenodde zuläuft. 1721 wurde das erste Haus in Steenodde gebaut. Es gehörte anfangs einem Hamburger Austernfischer, wurde später zur Gaststätte „Lustiger Seehund“ und ist heute das älteste Amrumer Wohnhaus. Das zweite Haus des Ortes wurde erst 1852 gebaut. 1810 spielte der Hafen von Steenodde eine bedeutende Rolle im Amrumer Kaffeekrieg.
Kurz vor Ende des 19. Jahrhunderts wurde in Steenodde die erste Amrumer Landebrücke für den Fracht- und Personenverkehr errichtet. Eine Zeitlang existierte eine kleine Schiffswerft auf dem Sandwall nahe der Brücke. 1960 bis 1971 war Steenodde Sitz der Amrumer Schiffahrts AG und Heimathafen der Fähre Amrum bzw. – ab 1968 – einer gleichnamigen Autofähre, die den Hafen bis etwa 1985 auf der Linie Schlüttsiel–Hooge–Langeneß–Wittdün–Steenodde anfuhr.

## Wirtschaft und Verkehr
Der Haupterwerbszweig in Steenodde ist der Tourismus. Der Hafen dient heute vor allem dem Umschlag von Brenn- und Baustoffen sowie als Sporthafen. Gelegentlich werden dort Krabben verkauft.
Von Steenodde führt eine Landesstraße nach Süddorf. Der Ort war während der 1990er Jahre wenige Jahre von der Wyker Dampfschiffs-Reederei Föhr-Amrum im Busverkehr bedient worden, bis der Betrieb mangels Rentabilität eingestellt wurde.